# Dispararon al pianista
Dispararon al pianista (bra: Atiraram no Pianista) é um filme docudrama de animação adulto de 2023 dirigido por Fernando Trueba e Javier Mariscal. Centrado no desaparecimento na vida real e no suposto assassinato do pianista brasileiro Francisco Tenório Júnior em 1976, o filme é estrelado por Jeff Goldblum como um jornalista musical americano que investiga o caso de Tenório.
A trilha sonora do filme inclui músicas de João Gilberto, Caetano Veloso, Gilberto Gil, Vinicius de Moraes e Paulo Moura, com alguns dos músicos também aparecendo no elenco de voz como eles próprios testemunhando sobre a importância e influência de Tenório na investigação de Goldblum.

## Distribuição
Um trecho exibido como trabalho em andamento no Festival de Cinema de Animação de Annecy de 2023, antes de ter sua estreia mundial oficial no 50º Festival de Cinema de Telluride.
Também foi exibido em vários festivais de cinema, incluindo Toronto, Cinéfest Sudbury, Vancouver, San Sebastián, Calgary e Londres, antes de sua estreia comercial em outubro.
Em maio de 2023, a Sony Pictures Classics adquiriu os direitos de distribuição do filme para os Estados Unidos, Canadá, América Latina, Escandinávia, Índia, Oriente Médio, Turquia, Sudeste Asiático (excluindo Taiwan e Coreia do Sul) e companhias aéreas nos territórios mencionados. O filme foi lançado em uma temporada limitada de qualificação para prêmios de uma semana em cinemas selecionados em Nova Iorque e Los Angeles de 24 a 30 de novembro de 2023, com um lançamento mais amplo em fevereiro de 2024.

## Recepção
O filme apareceu nas dez listas dos melhores filmes espanhóis de 2023 de uma série de críticos:
- 8th — El Confidencial (consenso)[11]